# 상린권
상린권(相隣權)은 상린관계 규정에 의하여 발생하는 권리를 말하며 여기서 상린관계(相隣關係)란 서로 인접한 부동산의 이용을 조절하는 과정에서 생기는 권리, 의무의 법률관계를 말한다.